# Liptovský Peter
Liptovský Peter (Hongaars: Szentpéter) is een Slowaakse gemeente in de regio Žilina, en maakt deel uit van het district Liptovský Mikuláš.
Liptovský Peter telt 1.372 inwoners.

## Geboren
- Ferdinand Čatloš (1895-1972), generaal